# Grünwald Freitagscomedy
Grünwald Freitagscomedy ist eine von Günter Grünwald moderierte Late-Night-Show im BR Fernsehen. Sie wurde ab dem 7. März 2003 im monatlichen Rhythmus ausgestrahlt. Sendetermin war jeweils am Freitag um 22.30 Uhr. Am 13. September 2013 wurde die 100. Folge von Grünwald Freitagscomedy gesendet. Am 11. Oktober 2024 lief die 200. und gleichzeitig letzte Folge. 

## Konzept

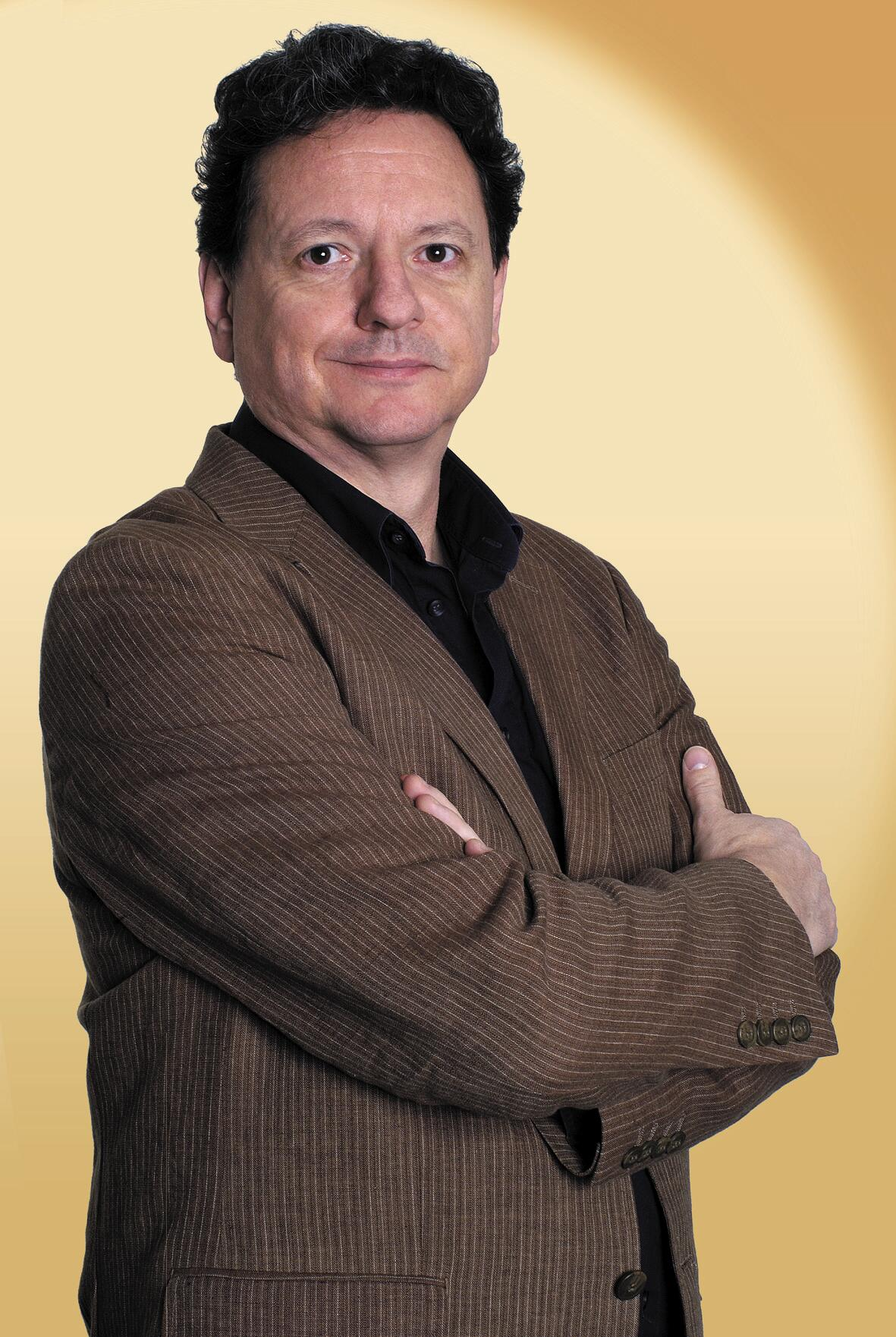
Günter Grünwald

Die Fernsehreihe war eine Mischung aus Kabarett, Comedy und Satire. Zu Beginn jeder Sendung kommentierte Grünwald meist das aktuelle Weltgeschehen. In den ersten Folgen präsentierte anschließend die Christoph-Pauli-Band eine Neuinterpretation der Bayernhymne. Anschließend gab Günter Grünwald die Lösung des Gewinnspiels der letzten Sendung bekannt, die immer „3“ lautete, und stellte eine neue Frage, deren Lösung entsprechend wieder „3“ war. Ab Dezember 2008 wurde jedoch auf diese Gewinnspielfragen verzichtet. Stattdessen wurden die Zuschauer aufgefordert, kuriose Zeitungsartikel, Werbungen o. Ä. einzuschicken. Unter den Einsendungen wurde dann der Besuch im Studio ausgelost, der sonst der Gewinn des Gewinnspiels war. Nach dem darauf folgenden Gastauftritt eines Kabarettisten kommentierte Günter Grünwald gemeinsam mit einem Stammgast die eingesandten Fotos und Zeitungsartikel der Zuschauer sowie Promi-Klatsch. Sieben Jahre lang war Monika Gruber dieser Stammgast, später war es Hannes Ringlstetter und bis 2013 waren Willy Astor und Wolfgang Krebs seine Stammgäste. 2014 war Monika Gruber in dieser Rolle wieder zurück.
Zwischen den einzelnen Teilen der Sendung wurden oft Parodien aktueller Werbespots oder anderer Sendungen eingespielt, wie beispielsweise Toto und Lotto (Parodie von Toto & Harry) oder Lässig kochen mit Joe Waschl und seiner Assistentin Rosinerl (Rosetta Pedone; parodiert Kochsendungen). Von Dezember 2009 bis Dezember 2010 gab es eine monatliche Umfrage zu einem aktuellen Thema, welche von der Außenreporterin Natalie Langer durchgeführt wurde. Von Dezember 2011 bis Dezember 2019 gab es eine neue Außenreporterin Veronika Bergmann (Sabrina Litzinger). Diese sollte für Günter Grünwald stets zu einem bestimmten Thema live vor Ort berichten, war allerdings nie dort, wo sie sein sollte (einmal beispielsweise war sie in San Francisco anstelle am St. Franziskus-Kloster), weshalb es meistens zu einem Streit zwischen Grünwald und Bergmann kam, bei dem Grünwald zum Beenden den Sendungsstecker zog. Ab Februar 2020 gab es den neuen Außenreporter Karl Krallinger (Franz-Xaver Zeller). Sabrina Litzinger wirkte weiterhin in einzelnen Sketchen der Sendung mit.
Grünwald trug zeitweise einen Anti-Hitler-Button an seinem Anzug, was auf den Einzug der NPD in einige Landtage zurückging.
Das Ende der Sendung bildete immer ein längerer im Studio gespielter Sketch, in dem oft die Gäste der jeweiligen Sendung mitwirkten. Günter Grünwald schlüpfte dabei oft in verschiedene Rollen wie den Fernsehkoch Joe Waschl, den ständig betrunkenen Hausmeister Bamberger, in die Rolle des Fitnesstrainers (persönlicher Personaltrainer) Gaggi Stangerls, oder den serbischen Schlägertyp und Kleinkriminellen Bonzo (Zitate: „Servus, i bin da Bonzo!“; „Brauchst du flache Fernseh?“). Eine seiner Lieblingsfiguren war „Jacques Sacques, der größte Modeschöpfer von ganz Mindelstetten“, eine Parodie auf den Modeschöpfer Rudolph Moshammer. Seit dem Tod Moshammers verwendete Günter Grünwald diese Figur aber kaum noch. 
Traditionell beendete Günter Grünwald jede Sendung mit dem Satz: „Bleiben S’ wie Sie san, was anderes bleibt Ihnen eh ned übrig.“
Im Februar 2015 startete die neue Staffel. Ursprünglich war Monika Gruber als Partner angedacht. Nach dem Ausstieg Grubers, bevor die erste Sendung ausgestrahlt wurde, wurde Markus Stoll alias „Harry G“ vom BR verpflichtet.
Im August 2024 gaben Grünwald und der BR bekannt, dass die Sendung nach 21 Jahren abgesetzt wird. „Grünwald Freitagscomedy“ wurde am Freitag, dem 11. Oktober 2024, nach zweihundert Folgen zum letzten Mal ausgestrahlt.

## Gäste der Sendung (Auszug)
- Alfons Schuhbeck
- Hanns Meilhamer
- Fredl Fesl
- Andreas Giebel
- Rudolph Moshammer
- Michael Müller
- Christian Springer
- Bodo Bach
- Claudia Schlenger-Meilhamer
- Willy Astor
- Michael Mittermeier
- Nadja Maleh
- Rüdiger Hoffmann
- Guido Cantz
- Josef Hader
- Wolfgang Krebs
- Monika Gruber
- Helmut Schleich